# فطرت
فطرت، سرشت، گوهر، نهاد، ذات یا طینت، بخش جدایی‌ناپذیر، مادرزادی و نیاموختنی روانی مردمان است که از آغاز زایش با خود به‌همراه دارند. فطرت، یک مفهوم ماوراءالطبیعی است و با مشخصات ژنتیکی متفاوت است. فطرت، هنگام تولد در میان همه انسان‌ها یکسان است.

## ریشه عربی واژه
فطر در واژه برابر است با «آفریدن» و «پدید آوردن» است و وقتی به فطرت مبدل می‌شود یعنی حالت خاصی از خلق کردن. فطرت، آفرینش ویژه انسان است که از دیگر موجودات جدا است. در دانش اسلامی فطریات مردمان را دو بخش می‌دانند:
1. فطریات در ناحیه شناخت‌ها
2. فطریات در ناحیه گرایش‌ها

اما در گستره بزرگتر و فراتر از دین اسلام، تجربه‌گرایانی چون لاک و هیوم این مفهوم(انگاره) را نادرست دانسته اند. کانت و دکارت هردو با دیدگاههایی گوناگون، به گونه هایی از فطریات در مردمان باور داشتند.

## واژه شناسی
«فطرت» واژه‌ای عربی بر وزن فِعْلَة از ریشه «ف‌ط‌ر» و ب معانی «شکافتن» و «آفریدن و ایجاد اولیه و بدون سابقه» (ابداع) است.
مشتقات این واژه به‌هر دو معنا در قرآن آمده‌اند:
- «إذا السّماءُ انفَطَرَت»[۵] به‌معنای «شکافتن».
- «اَفیِ اللّهِ شکٌ فاطرِ السّموات والأرض»[۶] به‌معنای «آفریدن».

### معانی اصطلاحی
«فطریات» در منطق و فلسفه و عرفان معانی گوناگونی دارند:
۱. در منطق، یکی از انواع شش‌گانه بدیهیات (اولیات، مشاهدات، تجربیّات، متواترات، فطریات و حدسیّات) است که به اثبات با دلیل نیازی ندارد (دلیلشان با خودشان است). مانند: «ده بخش‌بر پنج می‌شود دو.»
۲. عقل‌گرایان، برخی دانسته‌ها را -که سرچشمه شان را یکراست عقل (بی بهره‌گیری از حواس) می‌دانند- «فطری» می‌نامند. مانند: شکل، دانایی، نادانی، وحدت و ….
۳. در دیدگاه کانت، برخی از دانسته‌ها آزمودنی و برخی فطری است، که این دانسته‌های فطری را نمی توان از راه حس و آزمون بدست آورد و «لازمه ساختمان ذهن» است؛ مثلاً مفاهیم ریاضی، فطری و یقینی و مقدم به تجربه‌اند.
۴. در دیدگاه افلاطون، سرچشمه دانسته‌ها عقل (بی بهره‌گیری از حواس) است و یادگیری در این جهان، همان یادآوری دانسته‌هایی است که در «عالم مُثُل» بدست آورده و در این جهان فراموش کرده‌است.
۵. برابر با بدیهیات منطقی؛ که در بخش «منطق» در «حکمةالاشراق» به‌کار رفته‌اند.
۶. ادراکات و دانسته‌های نهفته که در اندیشه همه هستند، هرچند شاید در برخی آشکار نباشند یا وارونه شان باشد، و باگذشت زمان آشکار شوند.
۷. در عرفان برابر با عالم جبروت است.
۸. برابر قضیه نظری قریب‌به بدیهی، که هرکس با استدلالی ساده آن را می‌فهمد.
نقد و بررسی
پیرامون موارد ۲و۳و۴، از دیدگاه بسیاری (بیش‌تر، فیلسوفان اسلامی) اصول مشترک تفکر فطری است و شاخه‌های آن اکتسابی؛ ولی نه به‌معنایی که افلاطون و کانت به آن معتقدند. به‌باور ایشان این اصول، آموختنی نیست و بی‌نیاز از استدلال است ولی «ذاتی» -بدان معنا که افلاطون و کانت معتقدند- نیستند و فردی که تازه به‌دنیا آمده همین اصول را هم نمی‌داند و این اصول از راه تجربه و استدلال حاصل نمی‌شوند، بلکه همین‌که فرد دو طرف قضیه (موضوع و محمول) را تصور کرد، عقل به رابطه آن دو حکم می‌کند.
ملاصدرا و فخر رازی برهانی از راه بساطت نفس آورده‌اند که پیش از حس، علم حصولی نداریم و به‌گفته قرآن نیز انسان هنگام تولد، علم حصولی ندارد. بدیهیات اولیه هم از راه حس و تجربه درک می‌شوند.
ابن سینا ملاصدرا و فخر رازی با طرح این‌که «تعقّل نمی‌تواند ذاتی یا لازم نفس انسان باشد»، نظریه افلاطون را نقد کرده‌اند.
روی هم رفته در حقیقت تنها علوم حضوری پیشینی، و از میان علوم حصولی، بدیهیات اولیه و وجدانیات مشمول امور «فطری» هستند.

### دیدگاه‌ها دربارهٔ فطرت
دیدگاه‌های فیلسوفان و روان‌شناسان پیرامون وجود فطرت:
موافقان
به‌باور افلاطون (۴۲۷–۳۴۷ پ. م) روح انسان پیش از تولّد و تعلّق به جسم، در عالم مثل نسبت به همه چیز آگاه شده‌است و جسم و مادیات هم‌چون حجابی میان او و دانسته‌هایش هستند، و یادگیری در این جهان، در واقع یادآوری دانسته‌هایی است که در «عالم مُثُل» کسب و در این عالم فراموش کرده‌است.
به‌باور رنه دکارت (۱۵۹۶–۱۶۵۰) تصورات، توهم خدا، کمال و قضایای ریاضی و همه دانسته‌های انسان فطری‌اند و تجربه و حس (که آن را عامل خطای فکر می‌داند) در حصول این دانسته‌ها نقشی نداشته‌است.
به‌باور ایمانوئل کانت (۱۷۲۴–۱۸۰۴) برخی از دانسته‌ها -که در دیدگاهش لازمهٔ ساختمان ذهن است و به‌واسطه آن می‌توان دربارهٔ قضیه‌ها حکم داد- ممکن نیست از راه حس و تجربه حاصل شده باشند و به‌عبارتی فطری‌اند.
به‌باور زیگموند فروید (۱۸۵۶–۱۹۳۹) انسان غریزه‌هایی دارد.
اگر در ساختار سه‌وجهی شخصیت انسان، وجه «من برتر» یا «فرا خود» (Superego) را (که در دیدگاه او نقطه مقابل نهاد (Id) است) برابر با وجدان اخلاقی بگیریم و محتوای آن را آرمان‌های اخلاقی و انسانی و گرایش به برتری در انسان فرض کنیم، می‌توان فروید را قایل به یک امر فطری دانست.
آلفرد آدلر (۱۸۷۰–۱۹۳۷) منبع اصلی انگیزه‌های انسان را «میل به قدرت»، و بعدها با تغییر دیدگاه، «برتری‌جویی» دانست و آن را «حرکت در راه کمال نفس» می‌پنداشت.
به‌باور کارل گوستاو یونگ (۱۸۷۵–۱۹۶۱) عامل‌های مؤثر در رشد روانی که ماهیت آن‌ها در همه یکسان است، از آغاز به‌دنیا آمدن در فرد وجود دارند. وی پیرامون فطری بودن دین می‌گوید: «این واقعیتی‌ست که برخی افکار تقریباً در همه جا و همه زمان‌ها یافت می‌شوند و حتی می‌توانند خودبه‌خودی ایجاد شوند؛ یعنی مطلقاً بدون این که از جایی به جای دیگر سرایت کنند یا سینه‌به‌سینه منتقل شده‌باشند. این افکار ساخته‌وپرداخته انسان‌ها نیستند.»
گوردون آلپورت (۱۸۹۷–۱۹۶۷) به‌نوعی فطرت کمال مطلق خواهی انسان را پذیرفته‌است.
به‌باور اریک فروم (۱۹۰۰–۱۹۸۰) «انسان با خودآگاهی خرد و تخیل خود، زندگی متمایز از حیوانات ساخته‌است و نیازهای انسان والاتر از حیوانات است؛ در پی کمال است و نیاز به یک نظام مشترک جهت‌گیری و یک مرجع اعتقاد و ایمان (Frame of orientation and stimulation) دارد.»
روی هم رفته «فیلسوفان و روان‌شناسانی هستند که یا خداناباورند، یا به‌هرحال توجهی به استحکام خداباوری با اقامه برهان نداشته‌اند؛ اما [همه ایشان] براین‌باورند انسان‌ها ذاتاً «دینی» هستند یا به‌گفته ماکس شلر، «خداجو» هستند.»
مخالفان
به‌باور دیوید هیوم (۱۷۱۱–۱۷۷۶) همه ادراکات و دانسته‌های انسان اکتسابی‌اند و تنها با حواس پنجگانه به‌دست می‌آیند.
جان لاک، امیل دورکیم، ژان پل سارتر و رفتارگرایانی چون اسکینر نیز از مخالفان وجود فطرت‌اند.
بسیاری از مارکسیست‌ها و اگزیستانسیالیست‌ها نیز از منکران وجود فطرت‌اند و ماهیت انسان را تأثیرپذیرفته از محیط می‌دانند. به‌باور این منکران فطرت، فکر انسان سلسله اصول ثابتی که لازمهٔ چگونگی کارکرد عقل باشد، ندارد و خود این اصول تفکر هم می‌تواند اکتسابی باشد و اگر محیط تغییر کند، انسان به اصول دیگری قائل می‌شود؛ ولی این تئوری از اساس مشکل دارد؛ زیرا با فرض درست بودن آن، در آن صورت هیچ نظریه نمی‌توان داد و به هیچ فلسفه‌ای نمی‌توان قائل بود؛ چنان‌که مرتضی مطهری دراین‌باره می‌گوید:
فلسفه‌های ماتریالیستی چاره‌ای ندارند جز این‌که حسی محض باشند، و اگر حسی محض باشند چاره‌ای ندارند جز این‌که تمام اندیشه‌ها را محصول عوامل خاص بیرونی بدانند، و بنابراین برای تفکر اصول مسلم و قطعی و اولیه لایتخلف قائل نیستند؛ یعنی همه حرف‌ها و شاخه‌ها که ما می‌گوییم، بر این پایه‌های بی‌اعتبار گذاشته شده‌است، پس فلسفه‌هایی که هم به فطری نبودن اصول اولیه تفکر قائل‌اند و هم می‌خواهند بگویند ما به یک فلسفه مثلاً ماتریالیسم دیالکتیک قائل هستیم و جهان جز ماده چیزی نیست، خود همین نیز فکری است که هیچ اعتباری ندارد …، زیرا این مبنایی که برایش ساخته‌اید مبنا نیست؛ یعنی تو در حکم همان شخصی هستی که روی شاخه درخت نشسته و [شاخه درخت] زیر پای خود را می‌بُرد.

### ویژگی‌های فطریات
برای فطریات ویژگی‌هایی برشمرده شده است:
۱. فراحیوانی بودن:
ویژگی‌های غیراکتسابی انسان -که از غریزه آگاهانه‌تر است- «فطریات» و گرایش‌های مشترک بین انسان و حیوان «غریزه» نامیده می‌شود.
۲. غیر اکتسابی بودن:
عوامل خارجی در بودن یا نبودنشان نقشی ندارند؛ هرچند بر رشد یا رکودشان مؤثرند.
۳. همگانی بودن:
هر انسانی دارای آن‌هاست و وابسته به زمان، مکان و شرایط خاص نیستند.
۴. قابل تجربه درونی بودن؛
۵. بدیهی بودن:
بینش‌های فطری از لوازم وجود انسان‌اند و انسان به‌گونه‌ای آفریده شده که این احکام را بفهمد؛ پس هیچ‌کس در آن‌ها اختلاف ندارد. حتی اموری که در احکام عقلی اختلاف ایجاد می‌کنند، در فطریات بی‌تاثیرند.
۶. نیک بودن

### اقسام فطریات
- بینشی
- بدیهیات اولیه
- وجدانیات
- ادراکات عقل عملی
- آنچه به صورت علم حضوری فطری درک می‌شود.
- گرایشی[۴۳]

گرایش انسان به این موارد فطری است:
- جاودانگی
- کمال یا قدرت یا حقیقت
- لذت و سعادت و زیبایی[۴۴]
- نیکی و فضیلت[۴۲]
- آسایش: بیش‌تر اعمال انسان برای دستیابی به آرامش و آسایش است. همه از سختی‌ها گریزان‌اند و تحمل آن‌ها هم برای رسیدن به آسایش بیش‌تر در آینده است.[۴۲]
- خلّاقیت
- عشق و پرستش

### ادله نقلی
آیات متعددی در قرآن به فطرت و برهان فطرت اشاره می‌کنند.
- آیه ذر.
- آیه فطرت: بنابر تفسیر سید محمدحسین طباطبائی از این آیه «دین یکتاپرستی و خداجویی جزو آفرینش انسان است و طبیعت انسان اقتضا می‌کند که انسان در برابر مبدأ غیبی که ایجاد و بقا و سعادتش به‌دست اوست، خضوع کند و شؤون زندگی‌اش را با قوانینی که در عالم جریان دارند، هماهنگ کند و دین فطری که مورد تأکید قرآن است، همان خضوع و همین هماهنگی است.»[۴۶]
- تمایل به حق در انسان: «(به عربی: أفغير دين اللّه يبغون و له أسلم من في السّموات والأرض)»[۴۷]